# Мадмас (приток Шиеса)
Мадмас — река в России, протекает по Усть-Вымскому району республики Коми и Ленскому району Архангельской области. Длина реки составляет 31 км.
Начинается из болота среди берёзово-елового леса. Течёт в общем северном направлении через тайгу. В низовьях протекает через посёлок Мадмас, после чего поворачивает на северо-запад. Устье реки находится в 18 км по правому берегу реки Шиес около урочища Козгольские. Ниже Мадмаса от реки отделяется водоток, текущий на восток и впадающий в Вычегду в урочище Розмановка.

## Данные водного реестра
По данным государственного водного реестра России относится к Двинско-Печорскому бассейновому округу, водохозяйственный участок реки — Вычегда от города Сыктывкар и до устья, речной подбассейн реки — Вычегда. Речной бассейн реки — Северная Двина. Код водного объекта — 03020200212103000023689.